# Шебойган (окръг, Уисконсин)
Вижте пояснителната страница за други значения на Шебойган.
Окръг Шебойган (на английски: Sheboygan County) е окръг в щата Уисконсин, Съединени американски щати. Площта му е 3292 km², а населението – 118 034 души (1 април 2020). Административен център е град Шебойган.